# Tiffany-lámpa

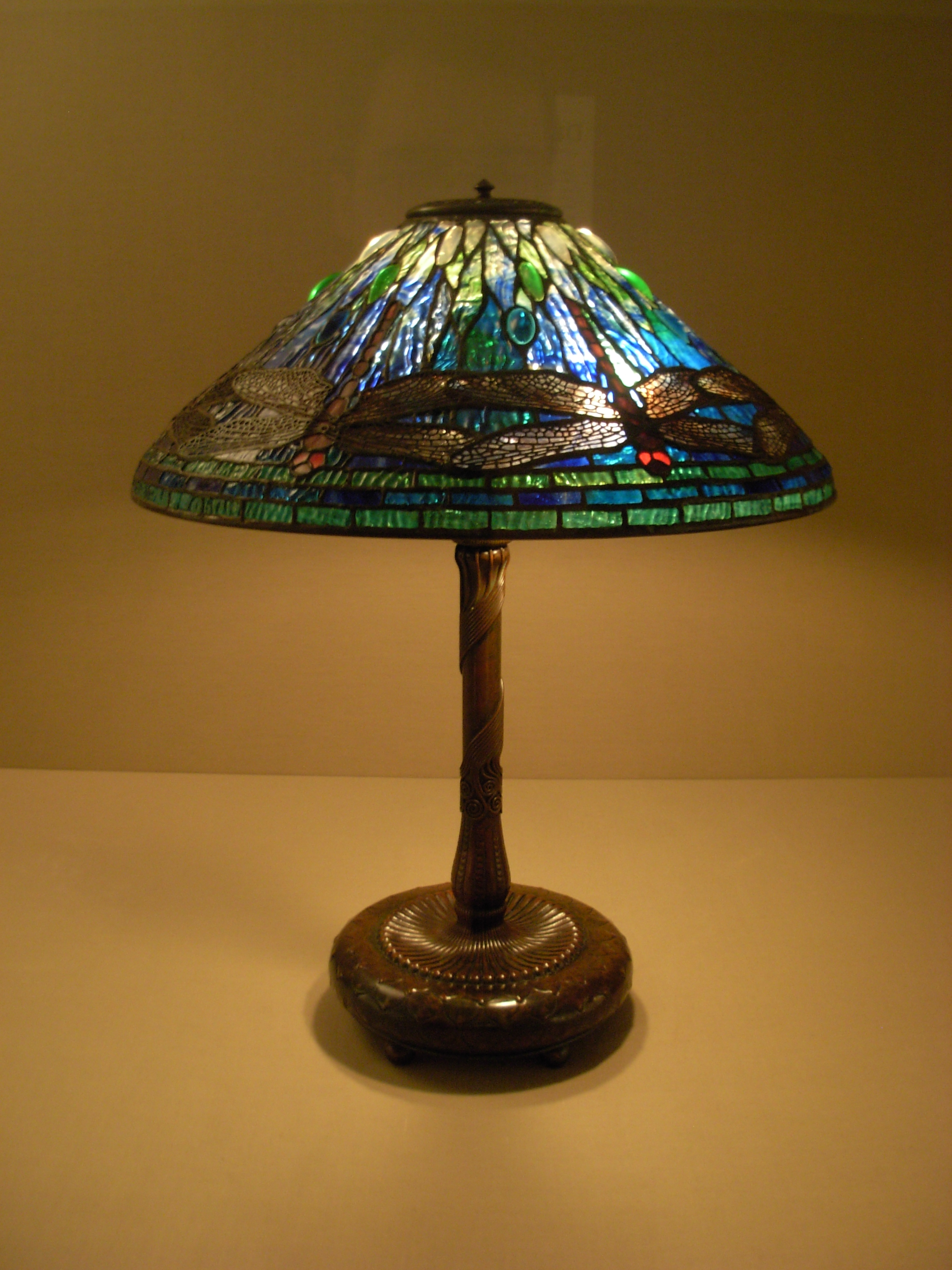
1899–1902 körül, Louis Comfort Tiffany cége által készített Tiffany-lámpa

A Tiffany-lámpa Tiffany-üveg felhasználásával készült lámpa. Gazdag színvilágú búrája változatos mintázatú lehet. Az első Tiffany-lámpák a szecesszió művészeti irányzatához tartozó alkotásként jöttek létre 1895 körül, miután Louis Comfort Tiffany kidolgozta a róla elnevezett technológiát, melynek lényege, hogy formára vágott színes üvegdarabkákat öntapadós rézfóliával szegélyeznek, mintába rendeznek, majd a réz illesztékeiknél összeforrasztanak.

## Felhasználása
A 19. század végén és a 20. század elején rendkívül népszerű volt a Tiffany-lámpa, szecessziós mintázatával szalonok, kaszinók és a közösségi élet számos egyéb helyszínét tette hangulatossá. Az előállítás bonyolultsága, illetve az ebből adódó magas ár következtében azonban ezeknél meg is állt az elterjedtsége. A finom stílusú díszüveg műalkotásnak nem kedvezett a következő időszak történelmének durvasága, így egy időre el is tűnt.
A 20. század vége felé kezdett ismét divatba jönni, hogy mostanra az otthonok belső dizájnjának meghitté tételében is jelentős szerepet kaphasson.
A Tiffany-lámpát többrétű funkciója emeli ki a berendezési tárgyak közül, ugyanis esténként meghitt hangulatú fényt árasztva teszi otthonossá a lakást, napközben pedig színpompás külsejével válik meghatározó dísztárggyá.